# غابيريل بونور
غابيريل بونور (بالفرنسية Gabriel Bounoure)، هو كاتب فرنسي من أصل لبناني.

## ولادته
ولد بونور في مدينة «إسواغ» الواقعة في إقليم «بوي دي دوم» بتاريخ 12/ 5/ 1886، وتوفي في مدينة «لسكونيل» بتاريخ 23/ 4/ 1959.

## دراسته
تخرج من مدرسة دار المعلمين العليا، واجتاز مسابقة معلمي الآداب. عين مدرساً في التعليم الثانوي. وفي عام 1921 فُرز إلى وزارة الخارجية وعين مديراً للمعهد الفرنسي في برشلونة. بعد خلاف بينه وبين رئيسه في العمل أعيد بونور إلى فرنسا.

## بونور مستشار التعليم فيالمفوضية العليا للجمهورية الفرنسية في سوريا ولبنان
في شهر تشرين الأول عام 1923 عين بونور بوظيفة «مفتش التعليم الثانوي»، وذلك في مكتب التعليم التابع للمفوضية العليا للجمهورية الفرنسية في سوريا ولبنان. بالإضافة إلى هذه الوظيفة شغل بونور في نفس الوقت منصب «مستشار التعليم في دولة لبنان الكبير» اعتباراً من عام 1924.

تميزت هذه الفترة بالخلاف بين بونور ومستشار التعليم في المفوضية فرانسي دوتوا (بالفرنسية Francis Duthoit)، مما أدى لتدخل وزارة الخارجية الفرنسية التي أرسلت مدير التعليم في مدينة ليون الفرنسية جاك كفاليه (بالفرنسية jacques cavalier) ليحقق في الخلاف ما بين بونور ودتوا الذي أثر كثيراً على سير عمل مكتب التعليم في المفوضية العليا.

كان من نتائج التحقيق أن عزل دوتوا من منصبه، وأعيد تنظيم مكتب التعليم.

في عام 1928 حصل بونور على منصب «مستشار التعليم في المفوضية العليا» وجمع معه أيضاً منصب «المفتش العام للمدارس الفرنسية في المشرق». كما شغل لفترة وظيفة «مستشار التعليم في دولة سوريا».

بقي بونور بمنصبه كمستشار للتعليم في المفوضية حتى عام 1945. وبعد استقلال سوريا ولبنان أصبح بونور «رئيس البعثة الجامعية الفرنسية في المشرق» و «المستشار الثفافي للسفارة الفرنسية في بيروت».

استقال من منصبه عام 1952 ليعمل بعدها مدرساً لمادة الأدب الفرنسي في جامعة القاهرة وبعدها في جامعة الرباط.

## مؤلفاته
ألف بونور عدداً من الكتب، رفض أن ينشرها أثناء حياته باستثناء كتاب (Marelles sur le Parvis)، أما البقية فنشرت بعد وفاته:

Marelles sur le Parvis, Collection "Cheminements", Plon, 1958

Louis Massignon, avec un texte de Salah Stétié, Fata Morgana, 2008

Vergers d'exil, Geuthner, 2004

Fraîcheur de l'Islam, Fata Morgana, 1995

Le silence de Rimbaud, Fata Morgana, 1991

Le Darçana d'Henri Michaux, Fata Morgana, 1989

Pierre Jean Jouve entre abîmes et sommets, textes et correspondance, Fata Morgana, 1989

René Char, Céreste et la Sorgue, Fata Morgana, 1986

Edmond Jabès, La demeure et le livre, Fata Morgana, 1985